# Frenštát pod Radhoštěm
Frenštát pod Radhoštěm (pronunție în cehă [ˈfrɛnʃtaːt ˈpod radɦoʃcɛm]; în germană Frankstadt (unter dem Radhoscht)) este o comună și un oraș în districtul Nový Jičín din regiunea Moravia-Silezia din Cehia. Are  o populație de aproximativ 11.000 de locuitori. 
Centrul istoric al orașului este bine conservat și este protejat prin lege ca zonă de monumente urbane.

## Geografie
Frenštát pod Radhoštěm se află la aproximativ 15 kilometri (9 mi) sud-est de Nový Jičín și la 27 kilometri (17 mi) de Ostrava. Se găsește în Munții Benešov (în cehă: Benešovská pahorkatina). Partea de vest a teritoriului comunei se extinde în Munții Beschizi (Beskydy) și conține cel mai înalt punct al comunei Frenštát pod Radhoštěm, dealul Vlčina, aflat la 532 metri (1.745 ft) deasupra nivelului mării. 
Muntele Radhošť, menționat în numele orașului, se află în sudul orașului (în afara teritoriului comunei). Orașul se găsește la confluența râului Lubina cu pârâul Lomná.

### Climă
Clima comunei Frenštát pod Radhoštěm este clasificată climat continental umed (Köppen: Dfb; Trewartha: Dcbo). Temperatura medie anuală este 8,5 °C (47,3 °F), cea mai fierbinte lună este iulie cu o temperatură medie de 18,3 °C (64,9 °F), iar cea mai rece lună este ianuarie cu −1,5 °C (29,3 °F).
Precipitațiile anuale sunt 1.002,6 millimetrui (39,47 in), dintre care luna iulie este cea mai ploioasă cu 139,5 millimetrui (5,49 in),  în timp ce luna ianuarie este cea mai secetoasă, cu doar 50,5 millimetrui (1,99 in).
 

Temperatura extremă pe tot parcursul anului a variat de la −31,0 °C (−23,8 °F) pe 1 februarie 1956 la 35,6 °C (96,1 °F) pe 28 august 1992.
| Date climatice pentru Frenštát pod Radhoštěm, 1991–2020 normale, extreme 1903–prezent | Date climatice pentru Frenštát pod Radhoštěm, 1991–2020 normale, extreme 1903–prezent | Date climatice pentru Frenštát pod Radhoštěm, 1991–2020 normale, extreme 1903–prezent | Date climatice pentru Frenštát pod Radhoštěm, 1991–2020 normale, extreme 1903–prezent | Date climatice pentru Frenštát pod Radhoštěm, 1991–2020 normale, extreme 1903–prezent | Date climatice pentru Frenštát pod Radhoštěm, 1991–2020 normale, extreme 1903–prezent | Date climatice pentru Frenštát pod Radhoštěm, 1991–2020 normale, extreme 1903–prezent | Date climatice pentru Frenštát pod Radhoštěm, 1991–2020 normale, extreme 1903–prezent | Date climatice pentru Frenštát pod Radhoštěm, 1991–2020 normale, extreme 1903–prezent | Date climatice pentru Frenštát pod Radhoštěm, 1991–2020 normale, extreme 1903–prezent | Date climatice pentru Frenštát pod Radhoštěm, 1991–2020 normale, extreme 1903–prezent | Date climatice pentru Frenštát pod Radhoštěm, 1991–2020 normale, extreme 1903–prezent | Date climatice pentru Frenštát pod Radhoštěm, 1991–2020 normale, extreme 1903–prezent | Date climatice pentru Frenštát pod Radhoštěm, 1991–2020 normale, extreme 1903–prezent |
| Luna                                                                                  | Ian                                                                                   | Feb                                                                                   | Mar                                                                                   | Apr                                                                                   | Mai                                                                                   | Iun                                                                                   | Iul                                                                                   | Aug                                                                                   | Sep                                                                                   | Oct                                                                                   | Nov                                                                                   | Dec                                                                                   | Anual                                                                                 |
| ------------------------------------------------------------------------------------- | ------------------------------------------------------------------------------------- | ------------------------------------------------------------------------------------- | ------------------------------------------------------------------------------------- | ------------------------------------------------------------------------------------- | ------------------------------------------------------------------------------------- | ------------------------------------------------------------------------------------- | ------------------------------------------------------------------------------------- | ------------------------------------------------------------------------------------- | ------------------------------------------------------------------------------------- | ------------------------------------------------------------------------------------- | ------------------------------------------------------------------------------------- | ------------------------------------------------------------------------------------- | ------------------------------------------------------------------------------------- |
| Maxima medie °C (°F)                                                                  | 1.5 (34,7)                                                                            | 3.2 (37,8)                                                                            | 7.5 (45,5)                                                                            | 14.0 (57,2)                                                                           | 18.6 (65,5)                                                                           | 22.2 (72)                                                                             | 24.3 (75,7)                                                                           | 24.1 (75,4)                                                                           | 18.5 (65,3)                                                                           | 13.2 (55,8)                                                                           | 7.6 (45,7)                                                                            | 2.6 (36,7)                                                                            | 13,1 (55,6)                                                                           |
| Media zilnică °C (°F)                                                                 | −1.5 (29,3)                                                                           | −0.3 (31,5)                                                                           | 3.0 (37,4)                                                                            | 8.4 (47,1)                                                                            | 12.9 (55,2)                                                                           | 16.6 (61,9)                                                                           | 18.3 (64,9)                                                                           | 17.8 (64)                                                                             | 13.1 (55,6)                                                                           | 8.8 (47,8)                                                                            | 4.4 (39,9)                                                                            | −0.1 (31,8)                                                                           | 8,5 (47,3)                                                                            |
| Minima medie °C (°F)                                                                  | −4.8 (23,4)                                                                           | −4.1 (24,6)                                                                           | −1.2 (29,8)                                                                           | 2.6 (36,7)                                                                            | 6.9 (44,4)                                                                            | 10.5 (50,9)                                                                           | 12.2 (54)                                                                             | 11.8 (53,2)                                                                           | 8.4 (47,1)                                                                            | 4.8 (40,6)                                                                            | 1.2 (34,2)                                                                            | −3.4 (25,9)                                                                           | 3,8 (38,8)                                                                            |
| Minima istorică °C (°F)                                                               | −28.5 (−19.3)                                                                         | −31 (−23.8)                                                                           | −25.4 (−13.7)                                                                         | −12.9 (8,8)                                                                           | −5 (23)                                                                               | −0.6 (30,9)                                                                           | 2.5 (36,5)                                                                            | 1.8 (35,2)                                                                            | −4.2 (24,4)                                                                           | −9.7 (14,5)                                                                           | −23.3 (−9.9)                                                                          | −28.4 (−19.1)                                                                         | −31 (−23,8)                                                                           |
| Precipitații mm (inches)                                                              | 50.5 (1.988)                                                                          | 53.1 (2.091)                                                                          | 63.7 (2.508)                                                                          | 68.7 (2.705)                                                                          | 117.5 (4.626)                                                                         | 118.5 (4.665)                                                                         | 139.5 (5.492)                                                                         | 96.8 (3.811)                                                                          | 104.3 (4.106)                                                                         | 74.5 (2.933)                                                                          | 60.7 (2.39)                                                                           | 55.1 (2.169)                                                                          | 1.002,6 (39,472)                                                                      |
| Zăpadă cm (inches)                                                                    | 37.1 (14.61)                                                                          | 40.2 (15.83)                                                                          | 23.9 (9.41)                                                                           | 6.7 (2.64)                                                                            | 0.0 (0)                                                                               | 0.0 (0)                                                                               | 0.0 (0)                                                                               | 0.0 (0)                                                                               | trace                                                                                 | 1.8 (0.71)                                                                            | 17.1 (6.73)                                                                           | 34.2 (13.46)                                                                          | 161,0 (63,39)                                                                         |
| Umiditate [%]                                                                         | 82.9                                                                                  | 79.5                                                                                  | 76.5                                                                                  | 70.7                                                                                  | 73.6                                                                                  | 75.0                                                                                  | 75.1                                                                                  | 76.7                                                                                  | 81.7                                                                                  | 81.6                                                                                  | 81.9                                                                                  | 82.9                                                                                  | 78,2                                                                                  |
| Ore însorite                                                                          | 43.3                                                                                  | 66.1                                                                                  | 122.6                                                                                 | 174.3                                                                                 | 159.6                                                                                 | 196.0                                                                                 | 224.6                                                                                 | 206.8                                                                                 | 136.0                                                                                 | 108.3                                                                                 | 63.2                                                                                  | 43.5                                                                                  | 1.544,2                                                                               |
| Sursă: Institutul Hidrometeorologic Ceh                                               |                                                                                       |                                                                                       |                                                                                       |                                                                                       |                                                                                       |                                                                                       |                                                                                       |                                                                                       |                                                                                       |                                                                                       |                                                                                       |                                                                                       |                                                                                       |

## Istorie

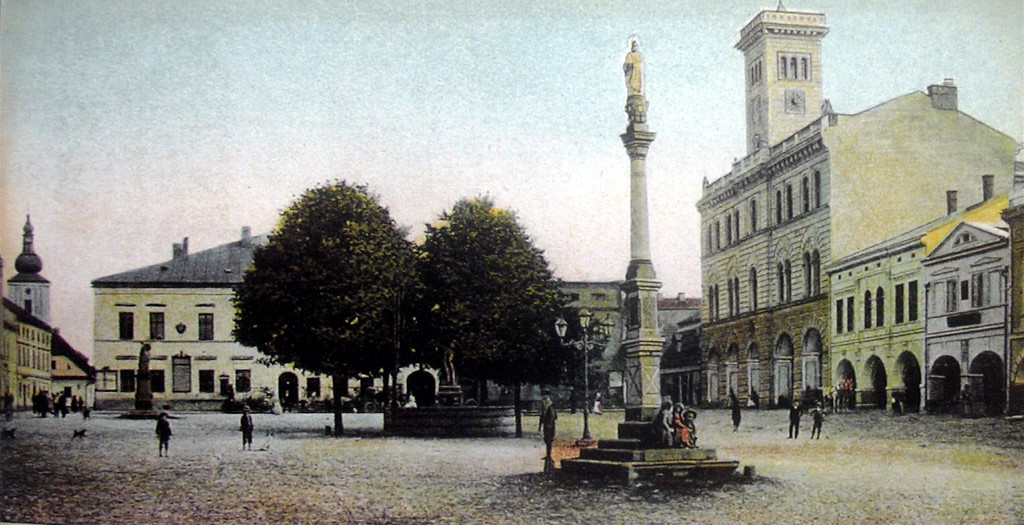
Frenštát pod Radhoštěm în 1909

Prima mențiune scrisă a lui Frenštát datează din anul 1382. Probabil a fost fondat în timpul colonizării între 1293 și 1316. În 1473, a fost menționat pentru prima dată ca oraș târg.
În secolul al XVI-lea, a fost un oraș târg prosper, cu comerț și meșteșuguri dezvoltate.
Războiul de Treizeci de Ani a afectat grav Frenštát, acesta fiind ars în 1626 și ocupat de Imperiul Suedez în 1646. Epidemia de ciumă a afectat și Frenštát.
În secolul al XVII-lea, economia sa a crescut, posibil datorită colonizării de către valahi (români). În 1781, Frenštát a fost promovat ca oraș.
În a doua jumătate a secolului al XIX-lea a avut loc o industrializare. Țesutul a trecut la producția mecanică în fabrică, alte industrii importante au fost vopsitul, ciorăpăria și producția de mobilă din lemn curbat. Dezvoltarea a fost susținută de deschiderea unei căi ferate în 1888.
În 1921, Frenštát a fost redenumit ca Frenštát pod Radhoštěm. Dezvoltarea s-a încheiat odată cu declanșarea celui de-Al Doilea Război Mondial, orașul fiind ocupat de trupele Axei, dar a fost eliberat la 6 mai 1945 de Aliați. După acest război, a avut loc o construcție extinsă de locuințe.

## Transporturi

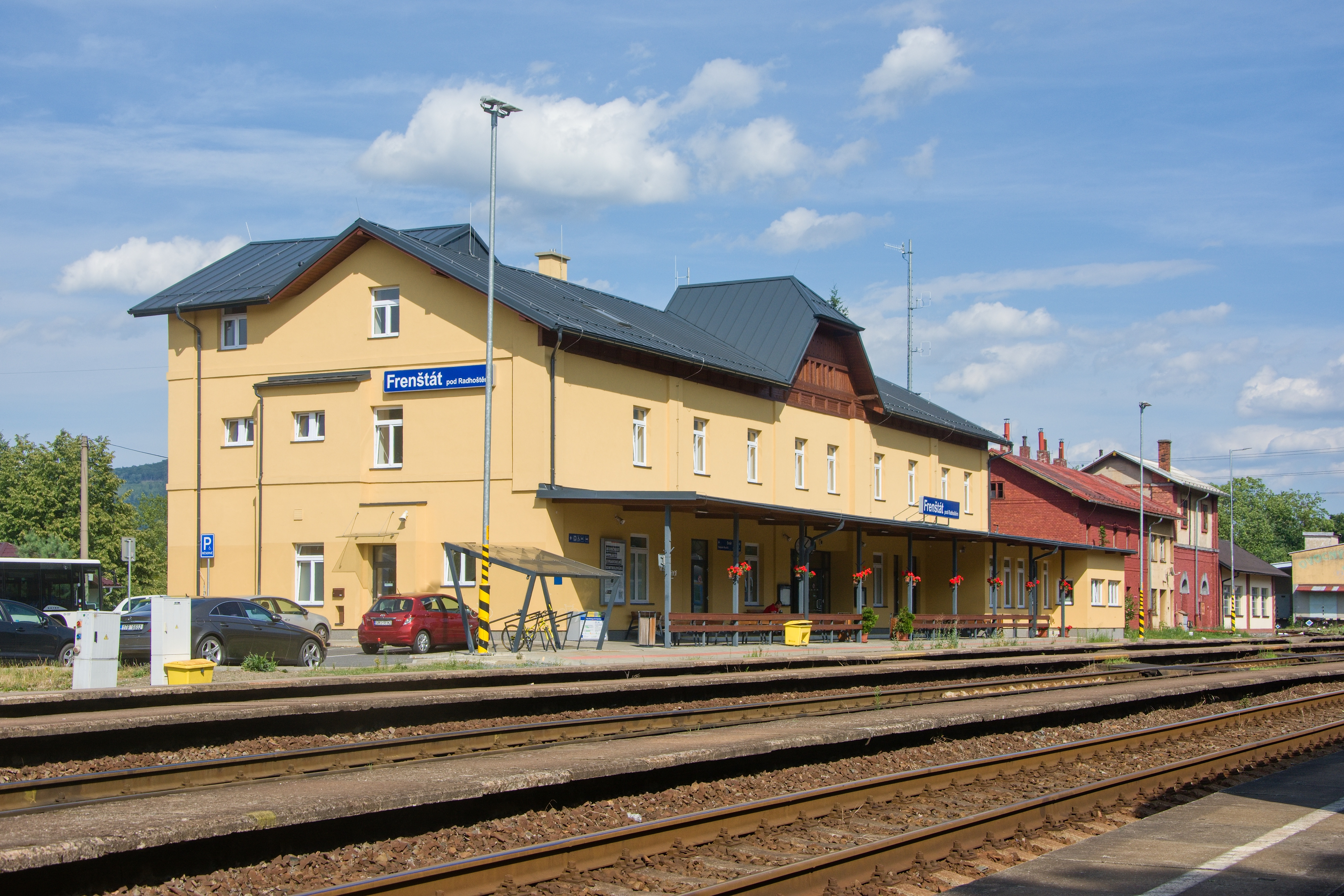
Gara

Prin oraș trece drumul I/58 de la Ostrava la Rožnov pod Radhoštěm⁠(d).
Frenštát pod Radhoštěm este situat pe liniile de cale ferată Ostrava–Frenštát pod Radhoštěm și Valašské Meziříčí⁠(d) – Frýdlant nad Ostravicí.

## Sport
Frenštát pod Radhoštěm este cunoscut pentru centrul său de schi. Conține un complex cu patru pârtii de sărituri cu schiurile.
Frenštát pod Radhoštěm găzduiește echipa de fotbal SK Beskyd Frenštát pod Radhoštěm, care participă la nivelurile inferioare de amatori.

## Obiective turistice

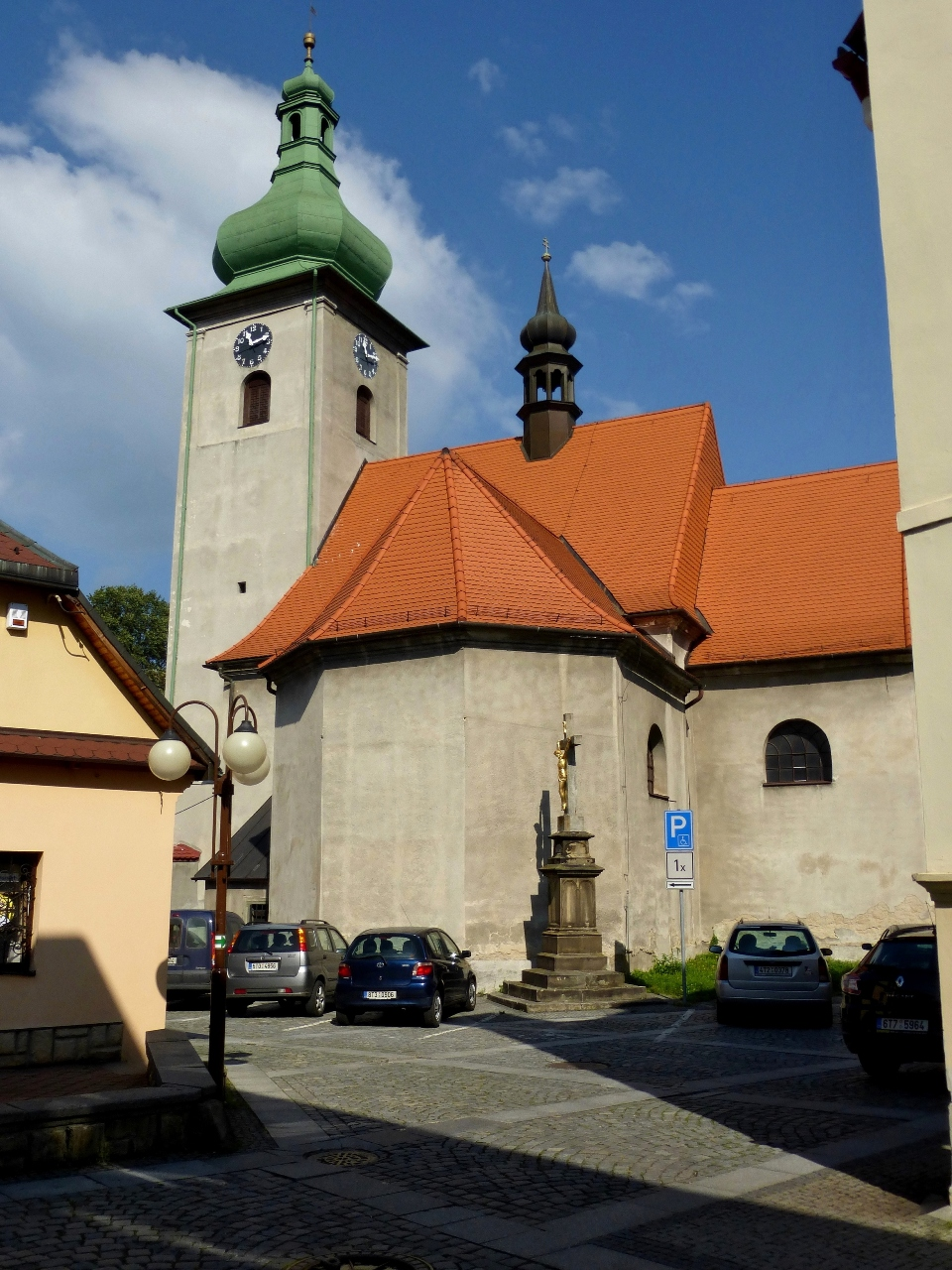
Biserica „Sfântul Martin”

Piața orașului este mărginită de case burgheze bine conservate. Principalul obiectiv turistic al pieței este primăria cu două etaje, în stil neorenascentist. A fost construită în spirit italian între 1889–1891 în locul unei primării mai vechi din 1796 și are un turn accesibil. Interiorul conține mai multe sculpturi valoroase, inclusiv originalul sculpturii zeului slav Radegast. Scluptura a fost creată de Albin Polasek⁠(d) în 1929 și a fost plasată inițial pe muntele Radhošť.
Biserica „Sfântul Martin” a fost construită în stil baroc timpuriu în 1661. Capelele baroce ale Sfintei Barbara și Sfântului Ioan Nepomuk au fost ridicate în jurul anului 1740.
Școala de băieți pentru clasa de mijloc, din 1876, a fost a doua școală cehă din Moravia. În prezent, clădirea este monument cultural și aici se află muzeul orașului.
Un monument tehnic este uscătoria de fructe construită în 1899 după un proiect al arhitectului slovac Dušan Jurkovič⁠(d). Se află pe un teren privat (Horečky – Papratná) și astfel nu este accesibilă publicului.

## Persoane notabile
- Albin Polasek⁠(d) (1879–1965), sculptor și educator ceho-american
- Bohuslav Fiala⁠(d) (1890–1964), general de brigadă
- Břetislav Bartoš⁠(d) (1893–1926), pictor
- Záviš Kalandra⁠(d) (1902–1950), istoric și teoretician
- Zdeněk Parma⁠(d) (1925–2006), schior alpin
- Ladislav Adamec⁠(d) (1926–2007), politician, prim-ministru al Cehoslovaciei în perioada 1988–1989
- Jiří Raška (1941–2012), săritor cu schiurile, medaliat olimpic
- Karel Loprais (1949–2021), pilot de raliuri; a locuit aici
- Jiří Parma (născut în 1963), săritor cu schiurile
- Iveta Bartošová (1966–2014), cântăreață; a crescut aici

## Orașe gemene–orașe înfrățite
Frenštát pod Radhoštěm este înfrățit cu:
- Harrachov, Cehia
- Krásno nad Kysucou, Slovacia
- La Grange, Statele Unite ale Americii
- Ustroń, Polonia

## Galerie

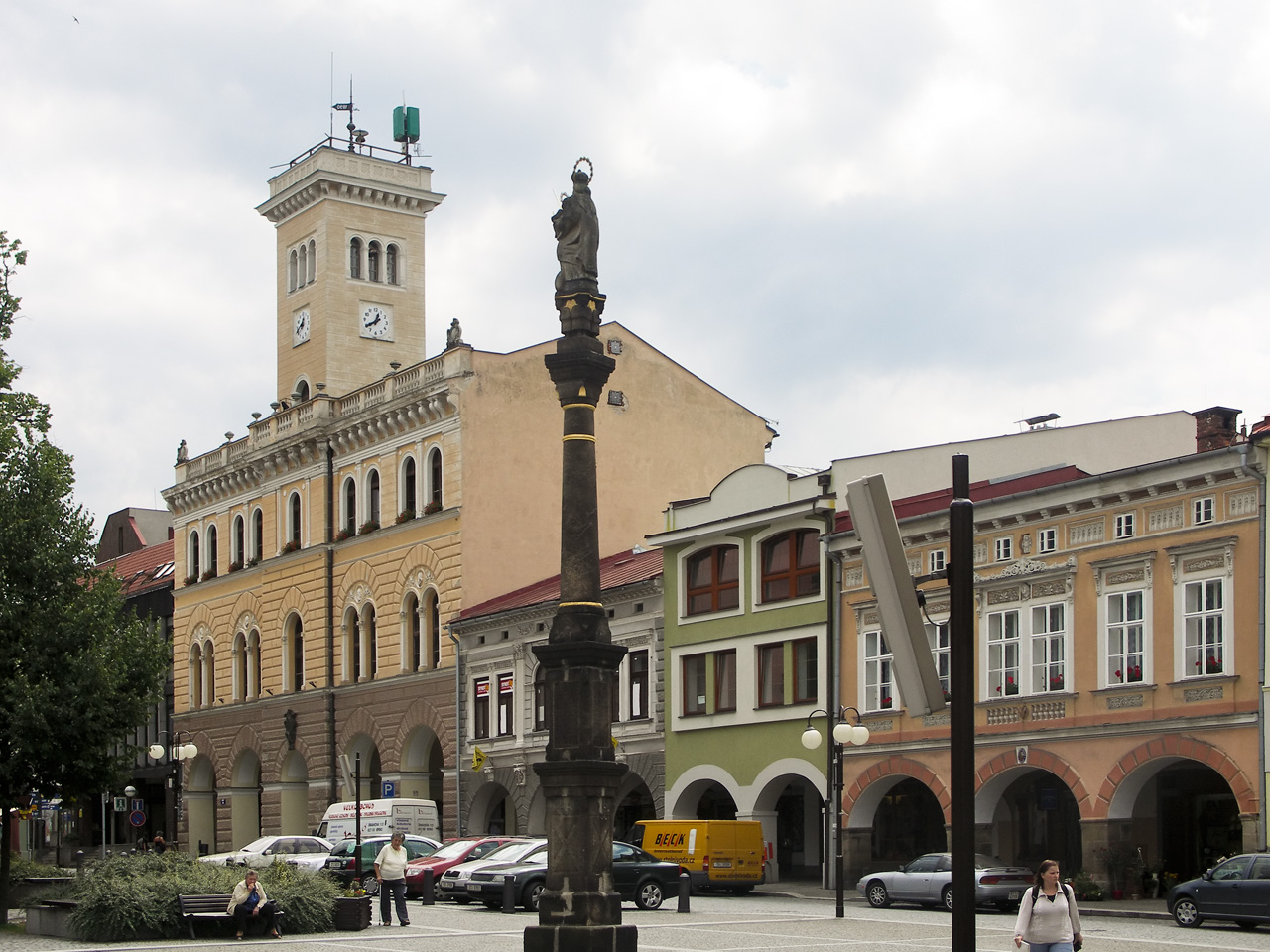
Primăria și coloana mariană din Piața Míru
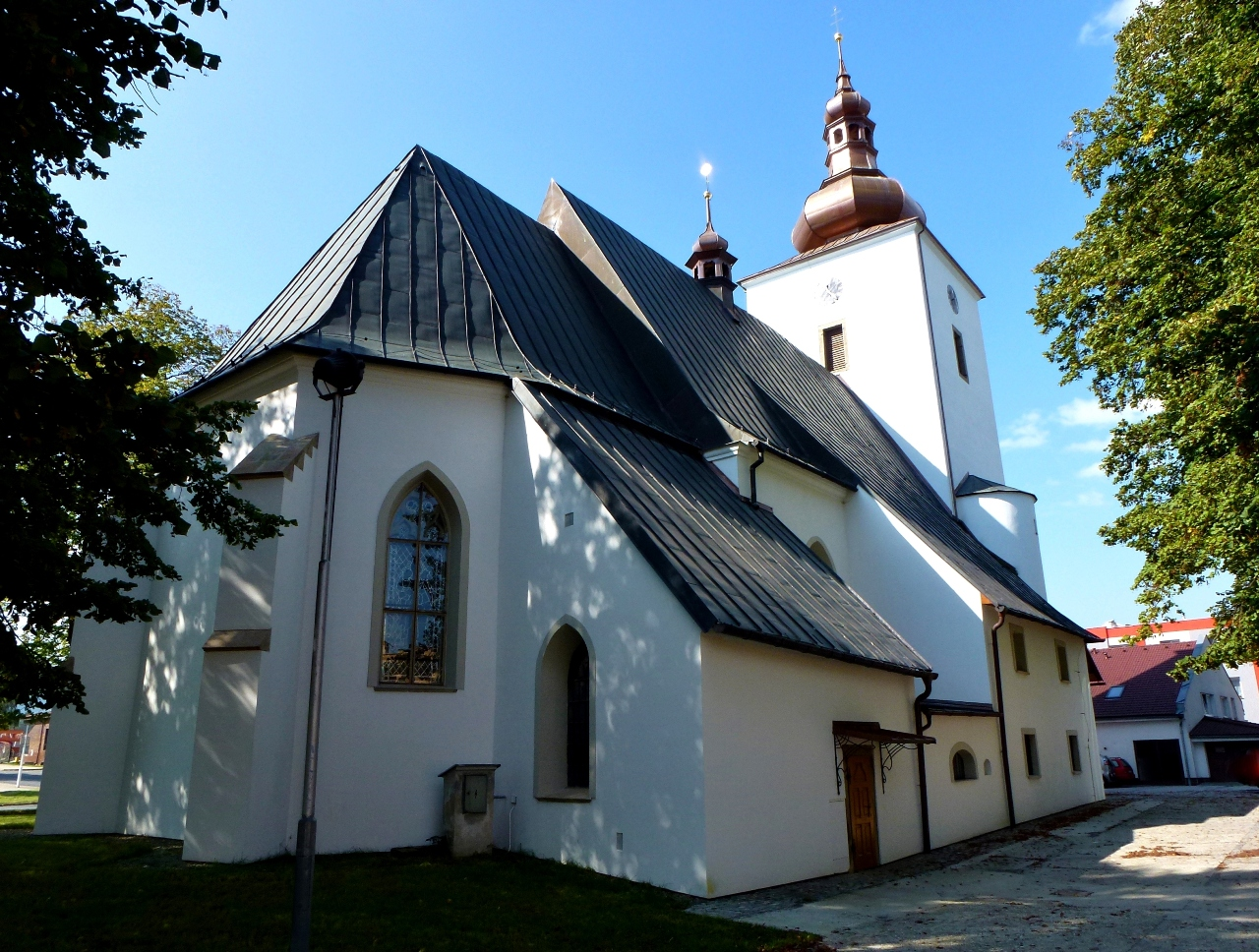
Biserica „Sfântul Ioan Botezătorul”